# うつのみや妖精ミュージアム
うつのみや妖精ミュージアム（うつのみやようせいミュージアム）は、栃木県宇都宮市にある妖精をテーマにした博物館である。2007年（平成19年）7月31日に開館。名誉館長は井村君江。運営は宇都宮市教育委員会。

## 沿革
2003年（平成15年）、宇都宮市出身で日本の妖精研究の第一人者である井村君江から、約7千点の妖精関係資料が宇都宮市に寄贈された。そのことが契機となり、妖精資料や妖精を主題に、教育、生涯学習、文化・芸術の振興などの分野で幅広い活用を目的にミュージアムを開館する運びとなった。開館準備中の2006年（平成18年）には同市出身の実業家である斎藤文男からも絵画・陶器・書籍等が寄贈された。
2007年に開館し、10周年目の2017年時点で累計で約24万人が来館している。

## 展示
入口には天野喜孝のデザインによるステンドグラスが飾られている。妖精に関する絵画や陶器の展示のほか、妖精図鑑や妖精オルゴールなどの仕掛けも用意されている。20世紀初頭のコティングリー妖精事件で妖精を撮影したとされるガラス原板や写真機も所蔵されている。
また、うつのみや妖精の会というボランディア団体の運営によるミュージアムショップでは妖精をモチーフとした商品を購入することができる。

## 利用案内
- 開館時間：9:00 - 19:00[8]
- 休館日：毎月第1月曜日・年末年始（12月29日 - 1月3日）[8]
- 入館料：無料[8]
  - ミュージアムショップの営業時間は13:30 - 16:00で、月曜日が定休[7]。

## 所在地
- 栃木県宇都宮市馬場通り4－1－1 うつのみや表参道スクエア内 宇都宮市民プラザ5階[9]

## 交通アクセス
電車
JR宇都宮駅西口から徒歩10分
東武鉄道東武宇都宮駅から徒歩10分
バス
関東自動車バス：馬場町二荒山神社前
市内循環線（きぶな）：うつのみや二荒山神社下
JRバス：馬場町
自動車
東北自動車道：宇都宮インターチェンジから約9km、鹿沼インターチェンジから約8km